# كريس كيرتس (مقاتل)
كريستوفر آلان كيرتس (بالإنجليزية: Christopher Alan Curtis؛ مواليد 15 يوليو 1987) هو مُقاتل فنون قتالية مختلطة أمريكي.

## وصلات خارجية
- كريس كيرتس على موقع بوكس ريك (الإنجليزية) (registration required)
- كريس كيرتس على موقع يو إف سي (الإنجليزية)
- كريس كيرتس على موقع شيردوغ (الإنجليزية)
- كريس كيرتس على موقع Tapology.com (الإنجليزية)